# 638
638(육백삼십팔)은 637보다 크고 639보다 작은 자연수다.

## 수학
- 합성수로, 그 약수는 1, 2, 11, 22, 29, 58, 319, 638이다. 진약수의 합은 442이므로, 638은 부족수다.
- 80번째 쐐기수다. 앞의 쐐기수는 627, 다음 쐐기수는 642이다.
- 14번째 중심있는 칠각수다. 앞의 중심있는 칠각수는 547, 다음은 736이다.
- {\displaystyle 638=9^{2}+14^{2}+19^{2}}
  - 공차가 5인 세 자연수의 제곱합으로 나타낼 수 있는 수다. 이 성질을 지닌 앞의 수는 557, 다음 수는 725다.
- {\displaystyle 59^{5}-1}은 638로 나누어떨어진다.

## 과학·기술
- 글리제 638: 허큘리스자리에 있는 주계열성.
- NGC 638(영어판): 물고기자리에 있는 나선은하.
- 638 모이라(영어판): 소행성.
- 코스모스 638호(영어판): 소련의 인공위성.

## 교통

### 철도
- 서울 지하철 6호선 동묘앞역의 역번호.

### 도로
- 현도 제638호선

## 군사
- U-638(영어판): 제2차 세계 대전에 사용된 나치 독일의 군용 잠수함.
- 레겔바우 638(영어판): 제2차 세계 대전에 사용된 독일군의 벙커.

## 문화유산
- 대한민국의 보물 제638호: 기사계첩

## 기타
- 연도: 638년, 기원전 638년